# Al-Kahraba Football Club
O Al-Kahraba Football Club é um clube de futebol com sede em Bagdá, Iraque. A equipe compete no Campeonato Iraquiano de Futebol.

## História
O clube foi fundado em 2001.